# Theta2 Serpentis
Título a ser usado para criar uma ligação interna é Theta2 Serpentis.
Theta2 Serpentis (63 Serpentis) é uma estrela na direção da constelação de Serpens. Possui uma ascensão reta de 18h 56m 14.61s e uma declinação de +04° 12′ 07.4″. Sua magnitude aparente é igual a 4.98. Considerando sua distância de 143 anos-luz em relação à Terra, sua magnitude absoluta é igual a 1.77. Pertence à classe espectral A5Vn.